# Jenischen

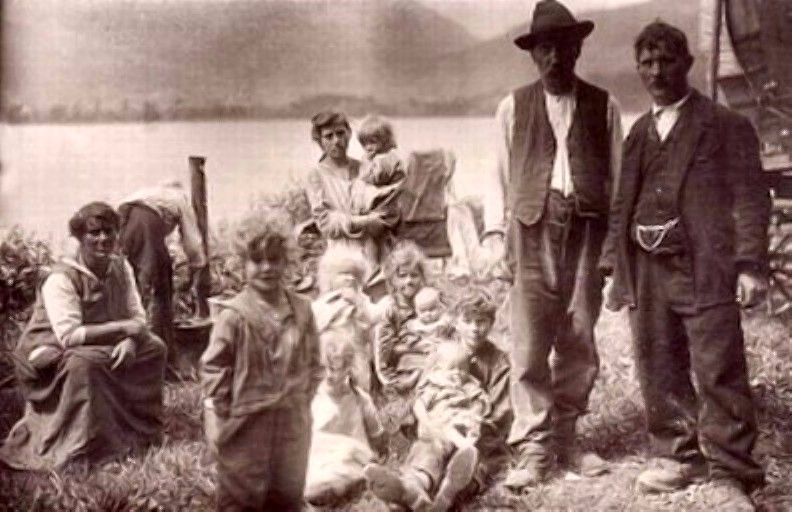
Jenischen in 1928 in Zwitserland

De Jenischen zijn mensen die rondtrekken, van wie de oorsprong onbekend is. Vaak worden ze witte zigeuners genoemd, omdat ze een lichtere huidskleur hebben dan de Roma en de Sinti. Ze spreken het Jenisch.

## Verspreiding
In Duitsland leven 200.000 Jenischen, van wie 120.000 in Beieren, Rijnland-Palts en Baden-Württemberg. In Zwitserland zijn er 50.000 Jenischen, in Oostenrijk 35.000, in Hongarije 60.000 en in Luxemburg leven 2.500 Jenischen. Ook in Frankrijk, Nederland en België wonen onbekende aantallen Jenischen.
- Gemeinsame Normdatei: 4109124-3
- Library of Congress Control Number: sh2008007381
- Nationale Bibliotheek van Israël: 987007530597105171